# Milan Rúfus

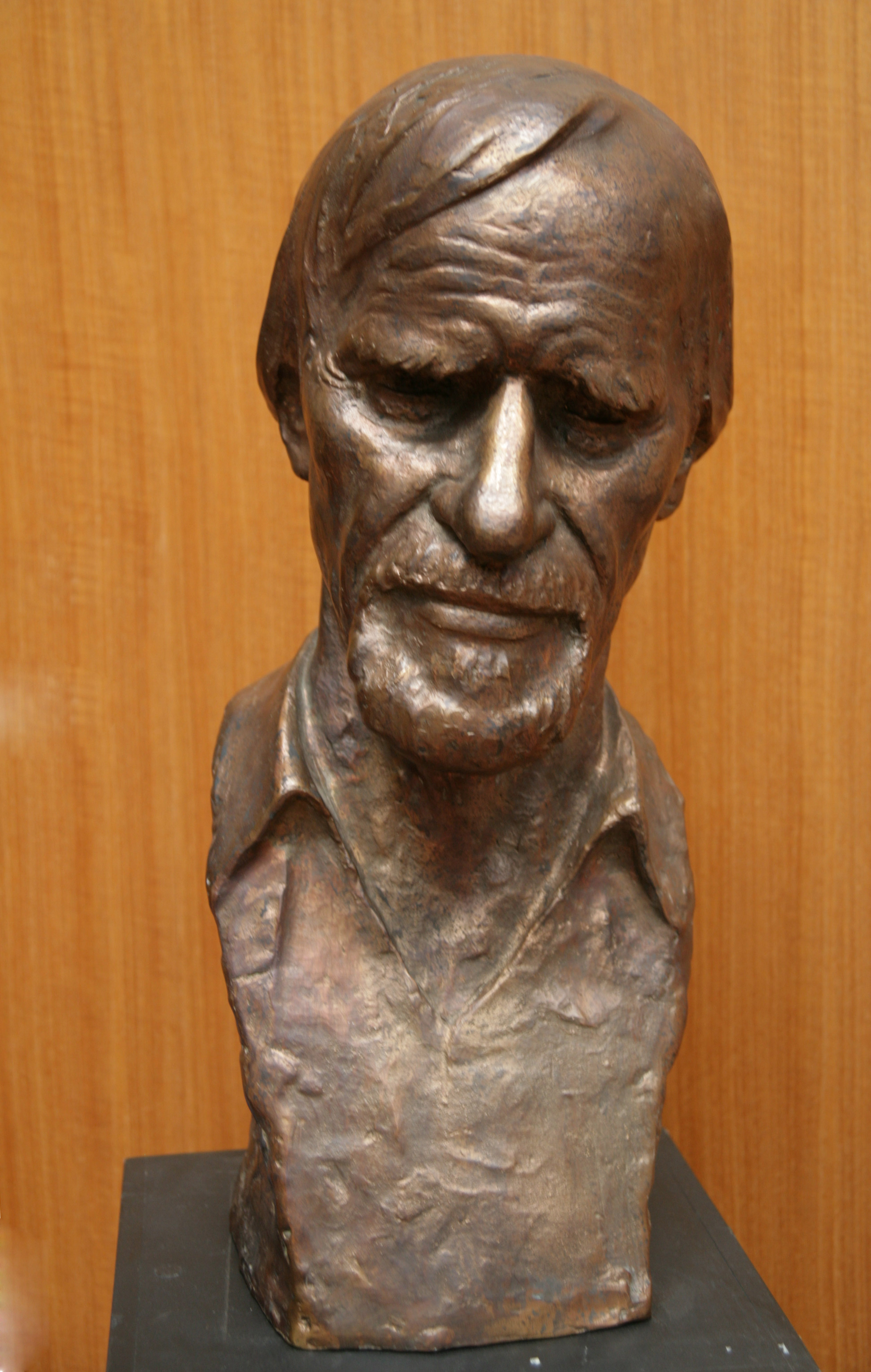
Buste van Milan Rúfus

Milan Rúfus (Závažná Poruba, 10 december 1928 - Bratislava, 11 januari 2009) was een Slowaaks dichter, essayist, kinderboekenschrijver en academicus. Rúfus wordt beschouwd als Slowakijes meest notabele dichter, die befaamd was in zijn onvermoeide zoektocht naar menselijkheid en waarheid. Zijn gedichten zijn eenvoudig en begrijpelijk. Rúfus' werk kenmerkt zich door poëzie vol van religie, nederigheid, bescheidenheid, hoop en liefde voor het leven.

## Achtergrond
Rúfus werd geboren in Závažná Poruba, een dorpje in het Liptovský Mikuláš district gelegen in de regio Žilina. Hij studeerde Slowaaks en geschiedenis aan de Comenius Universiteit in Bratislava. Van 1952 tot 1989 doceerde hij aan deze universiteit Slowaakse en Tsjechische literatuur. Van 1971 tot 1972 doceerde hij aan een universiteit in Napels. In 1990 ging hij met pensioen en woonde met zijn gezin in Bratislava, hier stierf hij op 80-jarige leeftijd in het universitair ziekenhuis.

## Carrière
Rúfus publiceerde zijn eerste gedichten in de jaren 40 van de 20e eeuw, waarna in 1956 hij zijn eerste bundel Až dozrieme (Wanneer worden we volwassen) uitgaf. Hierna zou Rúfus nog twintig andere bundels publiceren; hiervan wordt Modlitbičky (Kleine gebeden) het meest bewonderd. Tegen het einde van zijn leven publiceerde hij nog twee andere bundels: Báseň a čas (Poëzie en Tijd) en Vernost (Trouw). In een boek met essays van zijn hand, Človek, čas a tvorba (Mens, tijd en creatie), onderzocht hij vragen met betrekking tot poëzie en hoe die verhoudt met de waarheid, vaderland en tijd. Het hele œuvre van Rúfus wordt nog herhaaldelijk uitgebracht in Slowakije, bundels en verzameld werk wordt vaak gedrukt in oplages van honderdduizend exemplaren.

## Prijzen en erkenning
Rúfus' werk is vertaald in het: Bulgaars, Duits, Engels, Frans, Hongaars, Italiaans, Noors, Pools, Russisch, Spaans en Tsjechisch. Hij is drie keer genomineerd voor de Nobelprijs voor de Literatuur sinds 1991. Hij was de eerste winnaar van de International Crane Summit Award for Poetry 2008, een deel van de prijs is dat zijn gedichten zullen worden vertaald in het Mandarijn.
- Biblioteca Nacional de España: XX1265361
- Bibliothèque nationale de France: cb12054049s (data)
- Gemeinsame Normdatei: 119354276
- International Standard Name Identifier: 0000 0001 2141 6265
- Library of Congress Control Number: n85302192
- Nationale Bibliotheek van Letland: 000178332
- MusicBrainz: 4757f210-e056-41c0-af87-19b597de0d16
- Nationale Bibliotheek van Tsjechië: jn19990007268
- Nationale Bibliotheek van Israël: 987007296428505171
- Nederlandse Thesaurus van Auteursnamen: 071100296
- LIBRIS: 297063
- SNAC: w68c9wh0
- Système universitaire de documentation: 028773470
- Virtual International Authority File: 83994159
- WorldCat: E39PBJtgY88mDQychYx8xh3xXd